# 第4回ダヴィッド・ディ・ドナテッロ賞
第4回ダヴィッド・ディ・ドナテッロ賞（だい4かいダヴィッド・ディ・ドナテッロしょう）の授賞式は、1959年7月26日にタオルミーナで行われた。

## 受賞者一覧

### 監督賞
- アルベルト・ラットゥアーダ（『テンペスト』）

### プロデューサー賞
- ディーノ・デ・ラウレンティス（『テンペスト』）
- ティタヌス（『裸のマヤ』）

### 主演女優賞
- アンナ・マニャーニ（『街の中の地獄』）

### 外国人女優賞
- デボラ・カー（『旅路』）

### 外国人男優賞
- ジャン・ギャバン（『大家族』）

### 外国映画賞
- 恋の手ほどき（監督：ヴィンセント・ミネリ）

### ゴールデン・プレート
- レナート・ラシェル（俳優、『Policarpo, ufficiale di scrittura』）
- ソフィア・ローレン（俳優、『黒い蘭』）
- スーザン・ヘイワード（俳優、『私は死にたくない』）

### オリンポ国際演劇賞
- ジョーン・リトルウッド